# Diaphananthe lorifolia
Diaphananthe lorifolia är en orkidéart som beskrevs av Victor Samuel Summerhayes. Diaphananthe lorifolia ingår i släktet Diaphananthe och familjen orkidéer. Inga underarter finns listade i Catalogue of Life.